# Мануел Пелегрини
Мануел Луис Пелегрини Рипамонти (на испански:Manuel Luis Pellegrini Ripamonti) е чилийски футболист и футболен треньор.
Роден е на 16 септември 1953 г. в Сантяго де Чиле, столицата на Чили. Като футболист е играл през периода 1973-1986 г. в отбора на Универсидад де Чиле (451 мача).
Кариерата си като треньор прави на 2 континента, където футболът се счита за религия: Южна Америка и Европа. Първият е мястото, където започва да се доказва като играч, а по-късно и като треньор, а вторият е мястото, където ръководи успешно започнатото в Южна Америка. Нарежда се сред най-добрите треньори в света. „Инженера“ (Пелегрини е квалифициран строителен инженер) е спечелил уважението на стария континент чрез разузнаване и зависимостта му към футбола. Като треньор води отборите на Ривър Плейт, Виляреал, Реал Мадрид, Малага и Манчестър Сити

## Във Виляреал
Чилиецът върши отлична работа във Виляреал, като за период от 5 години (от 2004 до 2009 г.) извежда отбора до 2-ро и 3-то място в първенството и до 1/4 финал и полуфинал в Шампионската лига. През последния си сезон (2008/09) начело на Виляреал извежда отбора до 5-ото място в Испания, като по този начин отборът ще играе клалификации за Лига Европа.

## В Реал Мадрид
След президентските избори на 1 юни 2009 г. и избирането на Флорентино Перес за президент, Пелегрини е назначен за треньор на Реал Мадрид на 2 юни 2009 г. Въпреки че достига границата от 96 точки, Реал Мадрид трябва да се задоволи с второто място, отпада отново на 1/8 финал в Шампионската лига от Олимпик Лион, а мястото му в отбора е освободено. На негово място е назначен току-що спечелилият с Интер Шампионската лига Жозе Моуриньо.

## В Малага
Мануел Пелегрини е назначен за треньор на Малага на 5 ноември 2010 г. Под негово ръководство, подпомогнати със средствата на собственика Шейх Абдула бин Насер Ал Тани, Малага прави силна селекция и резултатите не закъсняват. Още на следващата година Малага се класира за Шампионска лига, а участието в турнира приключва на 1/4 финал загубен от бъдещия финалист – Борусия Дортмунд. Загубата идва след груба грешка на съдията, но Дортмунд продължава.

## В Манчестър Сити
След като отпада още в груповата фаза и не успява да защити титлата си в Англия, Манчестър Сити освобождава треньора си Роберто Манчини и на негово място на 14 юни официално е назначен Мануел Пелегрини.